# Gaultheria amoena
Gaultheria amoena är en ljungväxtart som beskrevs av A. C. Smith. Gaultheria amoena ingår i släktet Gaultheria och familjen ljungväxter. Inga underarter finns listade i Catalogue of Life.